# Ch’oe Yŏng Rim
Ch’oe Yŏng Rim, również Choe Yong Rim (kor. 최영림, ur. 20 października 1929 lub 2 listopada 1930 w powiecie Kyŏnghŭng, prowincja Hamgyŏng Północny) – północnokoreański polityk, premier Korei Północnej od 7 czerwca 2010 do 1 kwietnia 2013. Od września 2010 roku jest również członkiem Biura Politycznego Komitetu Centralnego Partii Pracy Korei, a od 1972 roku deputowanym do Najwyższego Zgromadzenia Ludowego KRLD, parlamentu Korei Północnej.

## Życiorys
Ch’oe Yŏng Rim urodził się w 1929 roku. Ukończył Szkołę Rewolucjonistów w Man’gyŏngdae (w pierwszym roczniku absolwentów uczelni), Wydział Ekonomii Politycznej na Uniwersytecie im. Kim Ir Sena w Pjongjangu oraz Uniwersytet Moskiewski. Jego ojciec przed i w czasie II wojny światowej walczył w partyzantce u boku Kim Ir Sena. Brat, Choe Yŏng Hwa, został pisarzem.

### Kariera partyjna
W lipcu 1950, tuż po wybuchu wojny koreańskiej, Ch’oe wstąpił do wojska. Został członkiem osobistej ochrony Kim Ir Sena. Inżynier elektryk z wykształcenia, już od 1956 roku pełnił różne stanowiska w Partii Pracy Korei, szybko awansując do Komitetu Centralnego Partii Pracy Korei. Partyjną karierę zaczynał w Wydziale Organizacyjnym, w 1956 roku. Rok później został głównym partyjnym kadrowym.
Na drugiej Konferencji Partii Pracy Korei w październiku 1966 został zastępcą członka KC PPK. Wraz z Jon Pyŏng Ho, brał wtedy udział w eliminowaniu z szeregów partii członków tzw. frakcji kapsańskiej, którzy byli niechętni stojącemu na jej czele Kim Ir Senowi. W 1967 został wicedyrektorem Wydziału Informacyjno-Organizacyjnego KC PPK. Na 5. Zjeździe PPK w 1970 mianowano go na pełnoprawnego członka Komitetu Centralnego.
W 1971 roku objął funkcję szefa Wydziału Ekonomicznego Komitetu Centralnego PPK. Dwa lata później Kim Ir Sen mianował go swoim osobistym sekretarzem. W 1974 został szefem Wydziału Administracyjnego KC PPK. Na VI Zjeździe Partii Pracy Korei w październiku 1980 otrzymał nominację na zastępcę członka Biura Politycznego KC, a jego pełnoprawnym członkiem stał się na 6. Plenum Komitetu, które odbyło się w Hamhŭng w sierpniu 1982 roku. W grudniu 1983 roku został wicepremierem Korei Północnej w rządzie Ri Jŏng Oka. W październiku 1985 roku zrezygnował ze stanowiska w rządzie oraz w Biurze Politycznym i ponownie został szefem osobistego sekretariatu Kim Ir Sena. W maju 1990 wrócił do rządu (z Yŏn Hyŏng Mukiem na czele), obejmując stanowisko szefa Państwowej Komisji Planowania. W grudniu 1992 został ministrem przemysłu ciężkiego.
Od kwietnia 2005 do lipca 2009 zajmował stanowisko sekretarza generalnego Prezydium Najwyższego Zgromadzenia Ludowego. W 2000 roku towarzyszył Kim Dzong Ilowi w czasie historycznego spotkania z prezydentem Korei Południowej Kim Dae-jungiem w Pjongjangu.
W czasie pierwszej sesji Najwyższego Zgromadzenia Ludowego X kadencji (1998), wszedł w skład parlamentarnej Komisji Legislacyjnej. Wtedy także otrzymał nominację na Prokuratora Generalnego. W 2006 roku został sekretarzem Prezydium NZL. W 2009 roku wybrano go na stanowisko szefa Komitetu Miejskiego Partii w stolicy KRLD, Pjongjangu. Stanowisko to tradycyjnie zajmowały osoby powiązane rodzinnymi relacjami z Kim Ir Senem i Kim Dzong Ilem.

### Nominacja na szefa rządu
7 czerwca 2010 w czasie trzeciej, nadzwyczajnej sesji Najwyższego Zgromadzenia Ludowego (zazwyczaj w ciągu roku odbywają się jedynie dwie sesje – wiosną i jesienią), został wybrany na stanowisko premiera Korei Północnej. Jego kandydatura została według doniesień prasowych zaproponowana przez samego Kim Dzong Ila i zyskała aprobatę Biura Politycznego Komitetu Centralnego Partii Pracy Korei.
Premier w Korei Północnej odpowiedzialny jest głównie za sprawy gospodarcze kraju. Część z komentatorów jako powód wymiany szefa rządu wymieniała kłopoty i kryzys gospodarczy związany z rewaluacją i wymianą państwowej waluty – wona północnokoreańskiego – w grudniu 2009. Ze względu na podeszły wiek Ch’oe Yŏng Rima eksperci spekulowali, że jego wybór na szefa rządu miał charakter przejściowy.

## Odznaczenia
- Order Kim Ir Sena (kwiecień 1982)[9]
- Order Kim Dzong Ila (14 lutego 2012)[10]